# Žalm 71

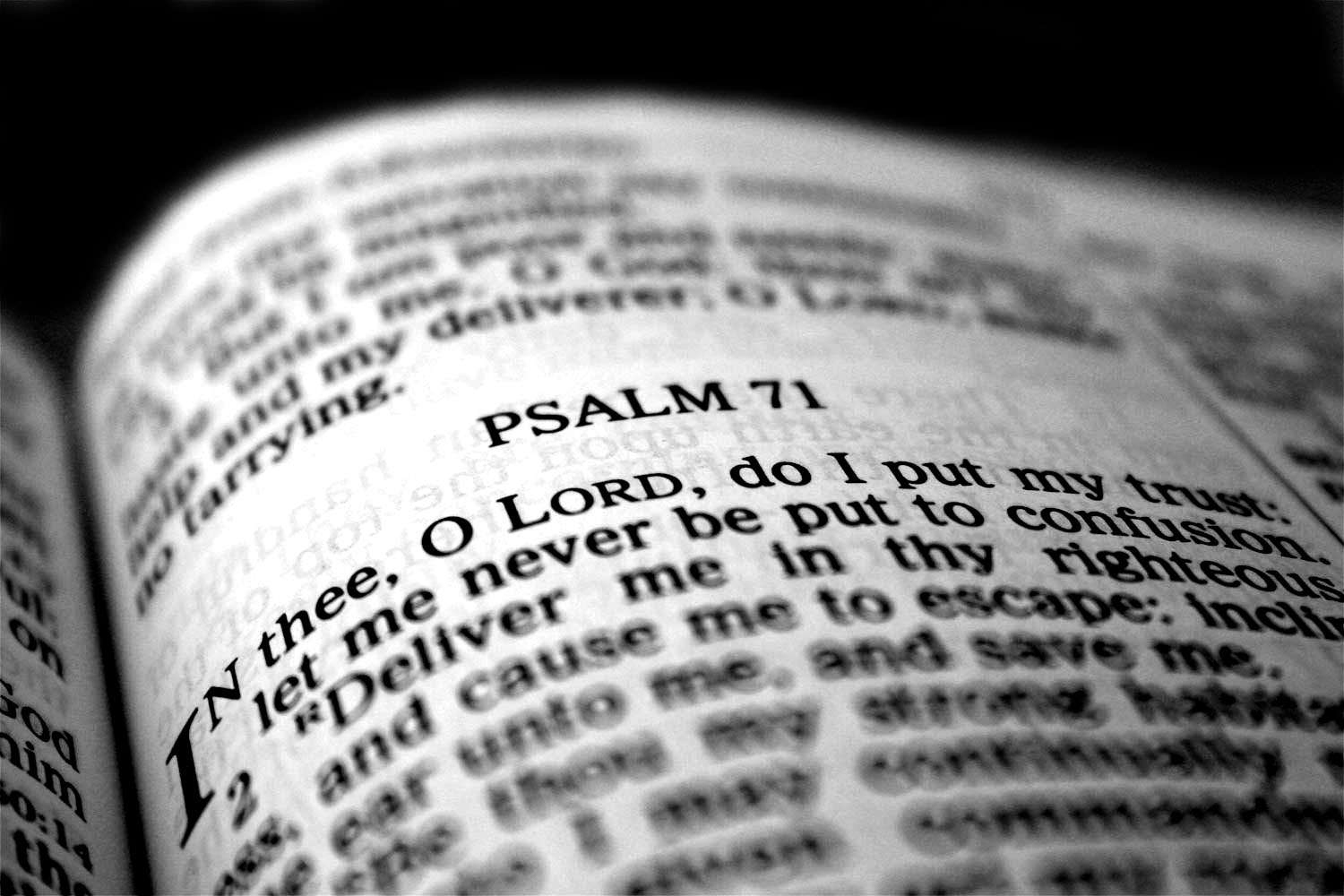
Žalm 71, King James Bible

Žalm 71 („Utíkám se k tobě, Hospodine“) je biblický žalm. V překladech, které číslují podle Septuaginty, se jedná o 70. žalm. Hebrejská předloha žalmu je bez nadpisku, ale Septuaginta má tento: „Davidovi, synů Jónadabových a prvních zajatců.“ Na základě toho a také na základě zmínky o šedinách se někteří badatelé domnívají, že žalm napsal nějaký zbožný stařec z judských zajatců deportovaných do Babylonie, který byl jedním z potomků Jónadaba, o nichž pochvalně prorokoval Jeremjáš.
Stejný název použil pro svou skladbu Karel Kryl. Vydaná byla na albu Děkuji.